# Robert Plant
Robert Anthony Plant (født 20. august 1948 i Staffordshire, England) er en engelsk sanger, der er mest kendt for sin tid som forsanger i bandet Led Zeppelin.

## Koncerter
Den 8. maj 2025 gav Robert Plant koncert i Falkonersalen på Frederiksberg.